# Ut Unum Sint
Ut Unum Sint (Да будут все едино) — двенадцатая по счёту энциклика Папы римского Иоанна Павла II, опубликованная 25 мая 1995 года. Энциклика посвящена экуменизму с точки зрения Католической церкви.

## Структура
Энциклика состоит из введения, трёх основных частей и послания.
- Введение
- Часть I. Экуменическое служение Католической Церкви
- Часть II. Плоды диалога
- Часть III. Quanta est nobis via? (Сколько нам еще идти?)
- Послание

## Содержание
Ut Unum Sint стала первой в истории папской энцикликой, посвящённой экуменизму и вторым важным документом на эту тему после декрета Второго Ватиканского собора Unitatis Redintegratio, отсылки к которому встречаются в тексте энциклики. Её название взято из Евангелия от Иоанна «Да будут все едино, как Ты, Отче, во Мне, и Я в Тебе, так и они да будут в Нас едино, — да уверует мир, что Ты послал Меня» (Ин. 17:21). Эти слова были последними словами папы Иоанна XXIII, который умер в 1963 году с молитвой за христиан на устах. По свидетельству кардинала Эдуарда Кассиди эта энциклика было плодом личной инициативы Иоанна Павла II.
В энциклике папа подводит итог экуменической деятельности Католической церкви за 30 лет со дня утверждения Unitatis Redintegratio.
Католическая Церковь вместе со всеми учениками Христа исходит из понимания своего экуменического долга — собрать всех воедино — как замысла Божьего. Церковь не является замкнутой в самой себе реальностью, она всегда открыта миссионерским и экуменическим устремлениям, ибо послана в мир для благовествования таинства общения, которое эту Церковь учреждает, и для свидетельства о нем, для его осуществления и распространения, дабы собрать всех и вся во Христе, быть для всех «нераздельным таинством единства»
В первой части Иоанн Павел II подробно рассматривает различные стороны экуменической деятельности католиков, выделяя молитвенное общение с христианами-некатоликами, братский диалог и христианское сотрудничество на практике. Во второй он уделяет весьма большое внимание вопросам диалога с Восточными церквями, вспоминает произошедшее в 1965 году снятие взаимных анафем патриархом Афинагором и папой Павлом VI, а также два важных юбилея: 1100 лет со времени апостольского служения святых Кирилла и Мефодия и 1000-летие крещения Руси. В этой же части он цитирует слова русского поэта Вячеслава Иванова «Церковь должна дышать двумя лёгкими», которые потом многократно цитировались со ссылкой уже на самого Иоанна Павла II.
В третьей части папа формулирует 5 основных проблем, вокруг которых с его точки зрения должен разворачиваться экуменический межхристианский диалог:
1. Взаимоотношение Священного Писания и Священного Предания.
2. Евхаристия, как таинство, а также реальность присутствия Христа под видом хлеба и вина.
3. Таинство священства и три его степени.
4. Церковное учительство, вверенное Папе и коллегии епископов.
5. Дева Мария, как Матерь Божия и образ Церкви.

Иоанн Павел II реалистично оценивает сложности в межхристианском диалоге, связанные с самим институтом папства и призывает православных и протестантов к богословскому диалогу о месте папского института в церкви. В пунктах 88-97 третьей части он подробно описывает католический взгляд на папский примат и значение епископа Рима для единства Церкви, особо подчёркивая, что «Общение всех отдельных Церквей с Римской Церковью — необходимое условие единства». Он пишет, что в то время, как служение епископа Рима подразумевалось Христом как служение единой Церкви; историческая, человеческая ошибка и грех привели к тому, что это служение стало знаком разделения. Для некоторых христиан, признает Иоанн Павел II, напоминание о папстве «отмечено определенными болезненными воспоминаниями. В той степени, до которой мы ответственны за это, я присоединяюсь к моему предшественнику Павлу VI с просьбой о прощении».